# 米哈伊尔·罗姆
米哈伊尔·伊里奇·罗姆（俄语：Михаи́л Ильи́ч Ромм，1901年1月24日—1971年11月1日），苏联电影导演。

## 生平
1901年出生在伊尔库茨克的一个犹太人家庭。其父为俄国社会民主工党成员，被沙俄政府流放至此地。1917年毕业于文理中学，并进入莫斯科绘画、雕塑和建筑学院学习。1918年至1921年，他加入苏联红军，参加俄国内战。最初他担任通信兵，后来提拔为苏维埃共和国最高军事特别委员会派往外地的检查员。他到过国内的不同地方，有机会接触到各式各样的人生，这给了他未来导演事业许多创作素材。退役后获得苏维埃政府的奖金。1925年，他从雕塑专业毕业，从事雕刻师和翻译员的工作。1928年踏上电影从业人生涯。1931年，进入莫斯科电影制片厂工作。1940年至1943年，成为艺术总监。1942年至1947年期间，为制片厂导演。1948年起，成为俄罗斯电影学院演员制片人系主任。曾影响了安德烈·塔尔科夫斯基、格里戈里·丘赫莱伊、瓦西里·舒克申、尼基塔·米亥科夫、格奥尔基·达涅利亚、亚历山大·米塔、伊戈尔·塔兰金、列瓦兹·奇赫伊泽、格列布·潘菲洛夫、弗拉基米尔·巴索夫、田吉兹·阿布拉泽、叶列姆·克利莫夫等人。
他曾于1941年、1946年、1948年、1949年、1951年五次获得斯大林奖。他是著名文宣电影《列宁在十月》、《列宁在1918》的导演而为中国人所知，1966年签署反对为斯大林平反的《25人公开信》。

## 导演作品
- 羊脂球（俄语：Пышка (фильм)） (Пышка) (1934)
- 十三（英语：The Thirteen） (Тринадцать) (1936)
- 列宁在十月 (1937)，与德米特里·瓦西列夫共同导演
- 列宁在1918 (1939)
- 梦（英语：Dream (1943 film)） (Мечта) (1941)
- 217注册证（英语：Girl No. 217） (Человек № 217) (1945)
- 俄罗斯问题 (1947)
- 弗拉基米尔·伊里奇·列宁（俄语：Владимир Ильич Ленин (фильм)） (Владимир Ильич Ленин) (1949); 纪录片
- 秘密使节（俄语：Секретная миссия (фильм)） (Секретная миссия) (1950)
- 来自大海的攻击（英语：Attack from the Sea） (Корабли штурмуют бастионы) (1953)
- 乌沙科夫上将（英语：Admiral Ushakov (film)） (Адмирал Ушаков) (1953)
- 但丁街谋杀案 (Убийство на улице Данте) (1956)
- 列宁还活着 (Живой Ленин) (1958); 纪录片
- 一年中的九天（英语：[[:en:Nine Days in One Year]|]]） (Девять дней одного года) (1962)
- 鲍里斯·史楚金 (Борис Щукин) (1963); 纪录片
- 普通的法西斯（英语：Triumph Over Violence） (Обыкновенный фашизм) (1965); 纪录片
- 第一页 (Первые страницы) (1970); 纪录片
- 我仍然坚信……（俄语：И всё-таки я верю…） (И все-таки я верю...) (1976); 纪录片